# Little Comrade
Pour plus de détails, voir Fiche technique et Distribution.
Little Comrade est un film muet américain réalisé par Chester Withey et sorti en 1919.

## Synopsis
Geneviève Rutherford Hale, fille choyée de parents riches, décide de devenir fermière pour aider à gagner la guerre. Elle arrive à la ferme Hubbard dans sa limousine et part travailler avec un groupe d'autres jeunes femmes. Bob Hubbard, le plus jeune fils du fermier Hubbard, tombe amoureux de Geneviève, qui ignore tout de ses sentiments. Quand il entre dans un camp d'entraînement de l'armée de terre, il est un si mauvais candidat qu'il se fait réformer et retourne à la ferme. Cependant, Geneviève le persuade de retourner au camp retenter sa chance mais ils sont découverts par le frère de Bob, Richard Hubbard, qui renvoie la jeune femme. Bob rentre à la maison pour donner des explications à son père. Le nom de Geneviève s'éclaircit aux yeux du fermier et il donne sa bénédiction pour leur future union. Bob devient alors un bon soldat et décide d'épouser Geneviève une fois la guerre finie.

## Fiche technique
- Titre : Little Comrade
- Réalisation : Chester Withey
- Scénario : Alice Eyton, Juliet Wilbur Tompkins
- Photographie : Frank E. Garbutt
- Montage :
- Producteur :
- Société de production : Famous Players-Lasky Corporation
- Société de distribution : Paramount Pictures
- Pays de production :  États-Unis
- Langue : film muet avec les intertitres en anglais
- Format : Noir et blanc — 35 mm — 1,33:1 — Muet
- Genre : Comédie
- Durée :
- Date de sortie : 
  - États-Unis : 30 mars 1919

## Distribution
- Vivian Martin : Genevieve Rutherford Hale
- Niles Welch : Bobbie Hubbard
- Gertrude Claire : Mrs. Hubbard
- Richard Cummings : M. Hubbard
- Larry Steers : Lieutenant Richard Hubbard
- Elinor Hancock : Mrs. Hale
- Nancy Chase : Isabel Hale
- Pearl Lovici : Bertha Bicknell